# Völkisch
Völkisch ist ein Adjektiv, bei dem es sich um eine Ableitung von Volk handelt. Dem Begriff kommt seit dem Ausgang des 19. Jahrhunderts in der Alltagssprache, den Medien und der Politik, insbesondere in der Zeit des Nationalsozialismus eine Bedeutung zu. Ab Mitte des 20. Jahrhunderts wurde das Wort dort seltener verwendet, wird aber seit dem Erstarken völkisch-nationaler Bewegungen in Deutschland und Österreich zu deren Beschreibung in jüngster Zeit wieder vermehrt herangezogen. Als Lehnwort wurde der Begriff im Englischen übernommen.
Völkisch transportiert seit dem Ausgang des 19. Jahrhunderts einen rassistischen Volksbegriff, der insbesondere auch Antisemitismus beinhaltet. Es wurde im deutschsprachigen Raum als Selbstbezeichnung von der völkischen Bewegung übernommen und zu einem Schlüsselbegriff des völkischen Nationalismus. Auch einzelne, ehemals führende Politiker der deutschen Partei Alternative für Deutschland (AfD) sprachen sich für eine Rehabilitierung des Begriffs völkisch aus.

## Entstehungsgeschichte
Das Adjektiv völkisch ist eine lange nur selten verwendete Ableitung von Volk. Erstmals belegt im Deutschen ist es als volckisch im 15. Jahrhundert (Nürnberg, 1482) und mit Umlaut seit dem 16. Jahrhundert als Lehnübersetzung von lateinisch popularis. Historisch entwickelten sich Bedeutungen von „Kriegsvolk“ über Sammelbegriffe für sozial definierte Menschengruppen („gemeines Volk“, „Unterschichten“ bzw. „Bevölkerungsmehrheit“ in Unterscheidung zu den „herrschenden Schichten“) bis hin zu ethnischen Bezeichnungen, wie sie in Reaktion auf die Französische Revolution in Deutschland im 19. Jahrhundert aufkamen und mit Namen verbunden sind wie Friedrich Ludwig Jahn, Ernst Moritz Arndt und Johann Gottlieb Fichte, der bereits 1811 völkisch als Erklärung für deutsch gebrauchte.

## Österreich-Ungarn und Deutsches Reich
Etwa seit der Reichsgründung 1871 verengte sich der Bedeutungsinhalt in der medialen, politischen, wissenschaftlichen und Alltagsnutzung des Begriffs erheblich. Gleichzeitig weitete sich der Gebrauch stark aus. Bereits 1875 hatte der Linguist Hermann von Pfister-Schwaighusen (1836–1916), der für die Säuberung der deutschen Sprache und Kultur von „fremden“ Einflüssen kämpfte, völkisch als Ersatzwort für das aus dem Lateinischen kommende national vorgeschlagen. Zuerst breitete sich die Vokabel ab 1880 in den deutschsprachigen Gebieten Österreich-Ungarns aus, wo es vor allem von der Alldeutschen Bewegung Georg von Schönerers benutzt wurde. Seit der Jahrhundertwende war es auch im Deutschen Reich im Umlauf. Die Verengung oder Neudefinition des Begriffsinhalts geht zurück auf die seit den letzten Jahrzehnten des 19. Jahrhunderts im deutschen Sprachraum stark zunehmende Bedeutung des nationalistischen Milieus und ihrer medialen und politischen Vertretungen wie der Alldeutschen und konservativer Parteien. Seit etwa 1880 war im deutschen Sprachraum ein „völkischer ‚Rassenantisemitismus‘“ virulent, der in den 1880er Jahren in heftige antisemitische Kampagnen mündete. Antisemitische und rassistische Tendenzen begannen „zu verschmelzen“. In seinem Hauptwerk Grundlagen des neunzehnten Jahrhunderts interpretiert der Verfasser Houston Stewart Chamberlain das antike Griechenland mit seiner Bedeutung für Philosophie und Kunst, Rom als Begründer von Gesetz und Reichsgedanken sowie die Juden in völkischem Sinne neu. Dabei werden die alten Griechen und Römer mit den Germanen bzw. der weltbeherrschenden „arischen Rasse“ gleichgesetzt, denen die Juden als negatives Gegenbild gegenübergestellt werden.
Der antisemitische Alldeutsche Verband propagierte und organisierte erfolgreich einen „pangermanisch-völkischen Nationalismus“. Dazu gehörte als Ziel die Schaffung einer die Marktklassengesellschaft der Kaiserzeit überwindenden homogenen, national, politisch und „rassisch“ einheitlichen „Volksgemeinschaft“, also ein „Volk“ als erbbiologisch mystifizierter „Blutsgemeinschaft“ und als Großverwandtschaftsverband. Der weit verbreitete, politisch instrumentalisierte Antisemitismus als Ventil für Klassengegensätze und diese völkische Konzeption des Nationalismus verbanden sich miteinander. Juden und andere ethnisch-„rassisch“ definierte Minderheiten fielen per se aus der völkischen Definition von Gemeinschaft heraus. Eine weitere, damit eng verbundene Komponente bereits im 19. Jahrhundert, war das sozialdarwinistische Konzept des „Kampfs ums Dasein“ ethnisch-rassischer Kollektive.
Eine Begrifflichkeit wurde massentauglich, die aus dem Rückblick betrachtet „eindeutig präfaschistische Züge“ aufwies.
Mit der wachsenden Verbreitung als bewusste Selbstbeschreibung und Selbstbezeichnung verlor sich der abwertende Anklang. Im akademischen Sinn von „das Nationalitätenrecht betreffend“ wurde völkisch in der Zwischenkriegszeit teilweise in akademischen Publikationen verwendet.
Die Entstehung der modernen Kategorie völkisch aus den Besonderheiten der deutschen Geschichte in der Moderne bedeutet auch, dass es schwierig oder unmöglich ist, das Wort in andere Sprachen, so ins Englische, zu übersetzen.

## Weimarer Republik
Die vormals neutrale Bedeutung ging durch die neue Verbindung mit, wie einer der Theoretiker es formulierte, „in erster Linie rassentheoretisch gerichteter Politik und Weltanschauung“ in der Folge völlig verloren. Bereits 1926 beschrieb das Staatslexikon die völkischen Kreise als solche, die Judentum und Nationalismus („nationale Gesinnung“) für unvereinbar erklären würden und Juden „überall“ ausgeschlossen sehen wollten, und ging ausdrücklich auf den nationalsozialistisch-völkischen „Nationalbegriff“ ein, der „Volkstum“ unter dem Einfluss der Rassenideologen Gobineau und Chamberlain mehr rassisch als kulturell verstehe und verwende. Auch nicht nationalsozialistische Zirkel wie der George-Kreis, dem Persönlichkeiten wie der emigrierte Ernst Kantorowicz angehörten, pflegten „völkisches“ Gedankengut.
Spätestens am Ende der 1920er Jahre ist „völkisch“ in diesem Verständnis fest etabliert und im gesamten nationalistischen Spektrum ein ideologischer Schlüsselbegriff, der Integrationsfunktion hatte und insbesondere die Einbindung von Antisemitismus und Rassismus ermöglichte. So erhielt etwa das seit 1920 erscheinende Parteiorgan der NSDAP den Titel „Völkischer Beobachter“.
Diese jüngere Begriffsgeschichte von „völkisch“ ist Teil der Vorgeschichte des Nationalsozialismus, weil sich die NSDAP bereits in den Weimarer Jahren als feste Größe innerhalb einer größeren völkischen Bewegung verstand. Unter der Vielzahl völkischer Akteure bildete sich die NSDAP als die stärkste deutschvölkische Kraft heraus. Im Nationalsozialismus konnte das ideologische Konzept in eine Gewaltpraxis umgesetzt werden, ohne dass dazu noch „wesentlich Neues“ hinzuzuerfinden war.

## Nationalsozialismus
Obwohl Adolf Hitler in den Jahren 1919/20 das Wort völkisch häufig verwendete, fehlt es im 25-Punkte-Programm der NSDAP. In Mein Kampf und in anderen Äußerungen der 1920er Jahre sprach er sich explizit gegen die Sammelbezeichnung völkisch aus, da sie zu unscharf sei und „keinen Maßstab für die Zugehörigkeit“ zu einer Bewegung biete. Gleichwohl verwendete er sie selbst wiederholt weiter, etwa als Antonym zu international. Die nationalsozialistische Abgrenzung von der übrigen völkischen Bewegung zeigt auch Joseph Goebbels’ Tagebucheintrag vom 8. Januar 1925, völkisch und nationalsozialistisch seien „zwei Dinge, die sich gegenüberstehen wie Feuer und Wasser“. In der Zeit des Nationalsozialismus ab 1933 wurde völkisch bzw. deutschvölkisch dagegen oft synonym mit nationalsozialistisch verwendet; das Wort gehörte zum regimeüblichen Vokabular: Der Volks-Brockhaus definierte es in seiner Ausgabe von 1940 als „national mit Betonung der in Rasse und Volkstum liegenden Werte“. Ein Unterscheidungsmerkmal bildete die völkisch-rassische Variante des Antisemitismus zu anderen europäischen Faschismen.
Trotz der diffusen Abgrenzungsversuche der Nationalsozialisten  erschien die Parteizeitung der NSDAP als Kampfblatt vom Dezember 1920 (knapp 10 Monate nach dem von Hitler verkündeten Gründungsprogramm) bis zum 30. April 1945 (dem Todestag Hitlers) unverändert unter dem Namen Völkischer Beobachter.
Dem Begriff völkisch wurde mit gleicher ideologischer Grundlage fremdvölkisch gegenübergestellt. „Fremdvölkische“ Bevölkerungsgruppen bildeten demnach eine Gefahr für die Volksgemeinschaft, die von ihnen abzugrenzen war. Zwar war „fremdvölkische“ Arbeitskraft zu nutzen, aber ihre Träger bildeten Gruppen minderen Rechts oder waren rechtlos. Um eine Erfindung nationalsozialistischer Sprachschöpfer handelt es sich auch bei fremdvölkisch nicht. Der Rassenideologe Hans F. K. Günther verwendete den Terminus in seiner Kleinen Rassenkunde des deutschen Volkes schon vor 1933 und konnte sich damit auf den Führer der Alldeutschen Heinrich Claß und dessen Bestseller Wenn ich der Kaiser wär beziehen. Claß befürwortete bereits 1912 „fremdvölkische Ausländer“ als Arbeitskräfte im Deutschen Reich.

## Gegenwart
In der Bedeutung „(ethno-)national, ethnisch“ hielt sich der Begriff in der Nachkriegszeit noch über mehrere Jahrzehnte, insbesondere im Kontext ethnischer Minderheiten in Ost- und Mitteleuropa.
Der Soziologe Friedrich Heckmann erklärte 1992, das Wort habe eine belastete Geschichte und sei deshalb „nicht mehr verwendbar“. Heute findet es sich nur noch in historischer Verwendung und zur Beschreibung heutiger nationalistischer Erscheinungen in Gesellschaft und Politik wie etwa der Wochenschrift Junge Freiheit oder politischer Formationen wie der NPD. 2016 erklärte Frauke Petry, damalige Vorsitzende der rechtspopulistischen Partei AfD, dass der Begriff „wieder positiv besetzt“ werden müsse und dass die Gleichsetzung „völkisch ist rassistisch“ eine unzulässige Verkürzung sei. Es sei doch einfach nur das „zugehörige Attribut zu Volk“. Zahlreiche mediale Stimmen verwiesen die Sprecherin auf den Duden (völkisch gleich „nationalsozialistisch, in der rassistischen Ideologie des Nationalsozialismus“). Neben Petry bemühten sich auch Björn Höcke und André Poggenburg (beide vom rechten Flügel der AfD, Poggenburg seit Januar 2019 Partei Aufbruch deutscher Patrioten) um eine Rehabilitierung der Begriffe völkisch und Volksgemeinschaft. Zwar verwenden sie nach Ansicht des Politikwissenschaftlers Hajo Funke die Begriffe anders, als die Nationalsozialisten es taten, es gehe ihnen aber um eine ethnozentristische Verengung des Begriffes Volk: Menschen, die diesem in der Auffassung verengten Begriff  nicht entsprächen, gälten bei Höcke als „Fremde“ und ihre Zuwanderung als Gefahr für die Identität und nationale Homogenität Deutschlands. Damit wende er sich nicht nur gegen die Flüchtlinge, sondern gegen die gegenwärtige Verfassung Deutschlands, der ein solcherart verengter Volksbegriff fremd ist. Durch diese „völkische Marginalisierungsparanoia“ unterscheide sich Höckes Kritik an der Flüchtlingspolitik der Bundesregierung von der Kritik demokratischer Politiker, die nicht auf Rassismus gründe, sondern auf „praktischen (materiellen, logistischen oder sicherheitspolitischen) Fragestellungen“.

## Die historischen Heimatbewegungen als Orte „völkischer Ideologie“
Völkische Konzepte und Vertreter völkischer Ideologie hatten eine tragende Bedeutung, sowohl für die deutschlandweiten regionalen Heimatbewegungen als auch für die in Norddeutschland eigenständig aufgestellte Niederdeutsche Bewegung, und zwar über das Ende des Nationalsozialismus hinaus. Spätestens nach 1918 lässt sich von einer „völkisch radikalisierten Heimatbewegung“ sprechen. Nationalsozialismus und Heimatbewegung verband eine „beiderseitige völkische Disposition“. Das Konzept der „Heimatkunst“ der 1920er Jahre, eng verknüpft mit Vorstellungen von „Heimatschutz“ und „Heimatbewegung“, war ein völkisches Konzept. Es geht ganz wesentlich auf den bekennenden Antisemiten Adolf Bartels zurück. „Der völkische Gedanke“, erklärte er 1923 in einer Programmschrift, sei „deutsche Weltanschauung“. Ziel des völkischen Gedankens, dem man erstmals bei den – in völkischen Kreisen nicht zuletzt als Antisemiten verehrten – Persönlichkeiten „Fichte, Arndt, Jahn usw.“ habe begegnen können, mithin Ziel auch einer völkischen „Heimatkunst“ und „Heimatbewegung“, sei die „deutsche Wiedergeburt“ jenseits des Weimarer Verfassungsstaats.
Auch fremdvölkisch überstand den Nationalsozialismus und blieb zunächst weiter in Verwendung. Inzwischen ist der Begriff aus dem Sprachgebrauch nahezu verschwunden.